# Slovak Airlines

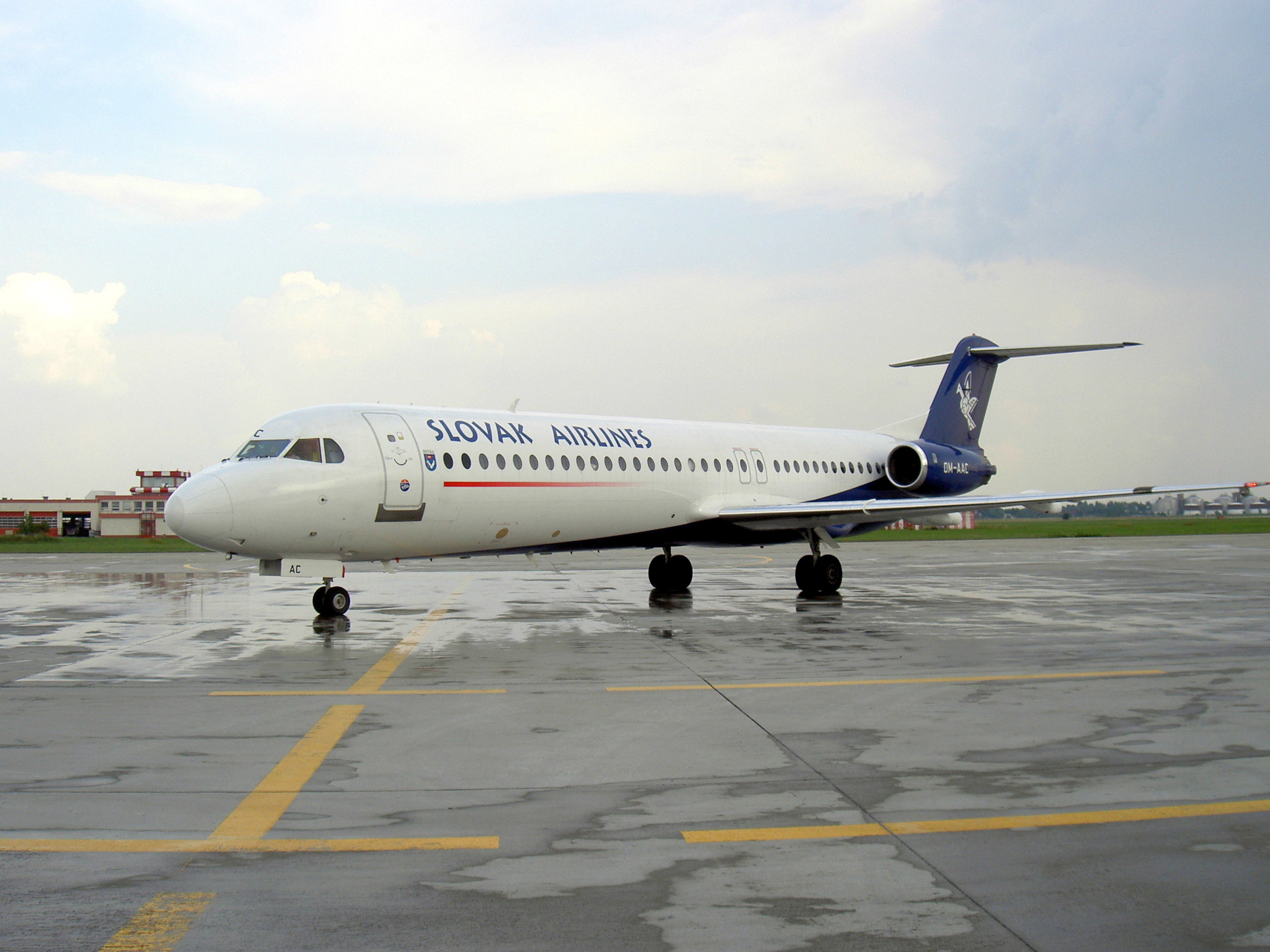
Slovak Airlines Fokker 100 (OM-AAC)

SLOVENSKÉ AEROLÍNIE akciová spoločnosť (angielski Slovak Airlines) – nieistniejąca słowacka linia lotnicza z siedzibą w Bratysławie. Obsługiwała połączenia pomiędzy Bratysławą, Brukselą i Moskwą oraz połączenia czarterowe.
Linia zakończyła loty w lutym 2007.

## Flota
W styczniu 2007 we flocie znajdowały się:
- Boeing 737-300 rej. OM-AAD (Košice) były. N509DC, EC-EHJ. W flocie 6Q od 29 sierpnia 2002
- Boeing 737-300 rej. OM-AAE były. OE-ILF (Lauda Air), w leasingu. We flocie 6Q od 25 maja 2005
- Fokker 100 rej. OM-AAC (Nitra), w leasingu od Austrian Airlines, były N1451N, HB-JVA (Helvetic). We flocie od 13 czerwca 2005

Wszystkie samoloty mają nowych właścicieli.
Poprzednio używane samoloty:
- 3x Tupolev Tu-154M (OM-AAA (Púchov), OM-AAB (Gerlach) i OM-AAC (Detva)), w leasingu od słowackiego rządu
- 1x Saab 340 B (OM-BAA) w leasingu od Air Ostrava
- 1x Boeing 767-200 (OM-NSH), używany do lotów do Wielkiej Brytanii i Indii
- 1x Boeing 737-300 (OM-AAA), teraz jako LN-KKR we flocie Norwegian
- 1x Fokker 100 (OE-LVG), w leasingu od Austrian pomiędzy lutym a czerwcem 2005